# 쥬시쿨
쥬시쿨은 빙그레에서 생산하는 음료수이다. 과일향의 음료이며 1999년에 출시한 제품이다.

## 특징
쥬시쿨은 쿨피스와 경쟁관계에 있는 음료수이다. 쥬시쿨은 우유팩의 형태와 플라스틱으로 만들어진 제품으로 출시가 되고 있으며 우유에 주로 들어가는 혼합분유가 같이 들어가어 우유와 상당히 유사한 맛을 내는 제품이다. 쿨피스와 함께 즐겨먹는 과일향의 음료로 음식의 특징들은 대부분 경쟁제품인 쿨피스와 동일하다.

## 맛
쥬시쿨에는 다음과 같은 맛들이 존재한다. 총 4개의 맛이 존재한다.
- 자두맛
- 복숭아맛
- 파인애플맛
- 청포도맛

## 같이 보기
- 빙그레
- 음료수
- 과일 주스